# Cúpula cuadrada giroelongada

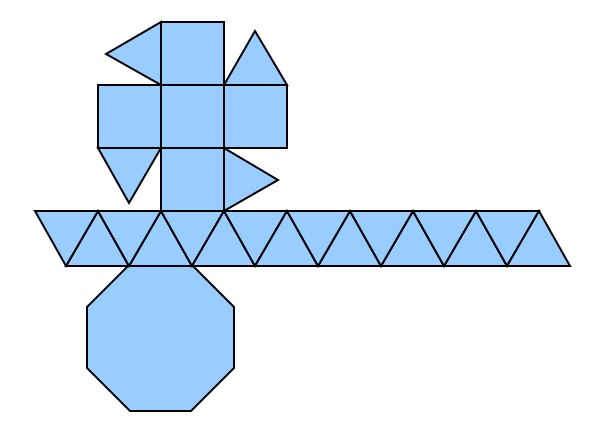
Desarrollo de la cúpula cuadrada giroelongada.

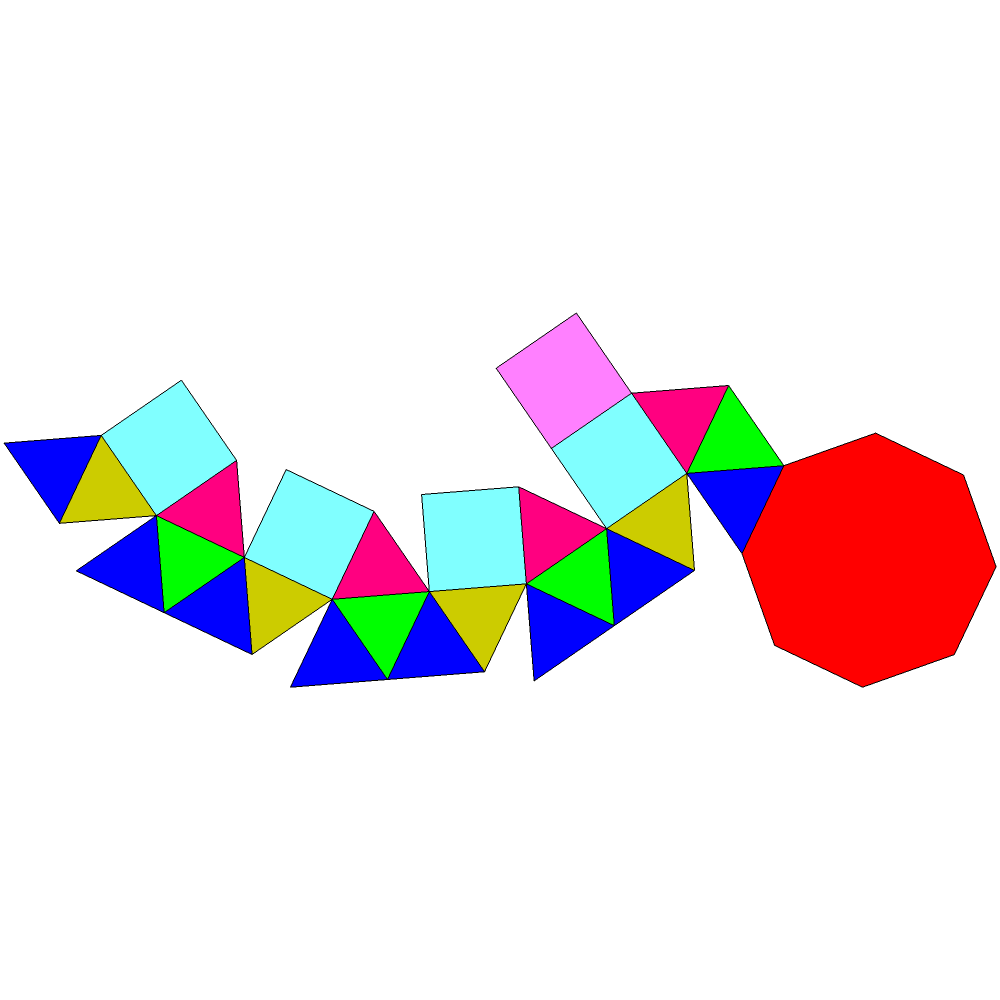
Desarrollo de la cúpula cuadrada giroelongada, con las caras coloreadas según su tipo de simetría.

En geometría, la cúpula cuadrada giroelongada es uno de los sólidos de Johnson (J23). Como sugiere su nombre, puede construirse giroelongando una cúpula cuadrada (J4) mediante la fijación de un antiprisma octogonal a su base. También puede verse como una bicúpula cuadrada giroelongada (J45) a la que se ha quitado una bicúpula cuadrada.
Los 92 sólidos de Johnson fueron nombrados y descritos por Norman Johnson en 1966.